# Pino Ammendola
Pino Ammendola (né le 2 décembre 1951 à Naples) est un acteur, scénariste et metteur en scène de théâtre, cinéma et télévision italien.

## Filmographie partielle

### Comme acteur

#### Cinéma
- 1966 : Opération San Gennaro (Operazione San Gennaro) de Dino Risi
- 1977 : Antonio Gramsci: I giorni del carcere de Lino Del Fra
- 1979 : Caligula de Tinto Brass
- 1983 : Al bar dello sport de Francesco Massaro
- 1985 : Camorra (Un complicato intrigo di donne vicoli e delitti) de Lina Wertmuller
- 1987 : Animali metropolitani de Steno
- 1988 : Se lo scopre Gargiulo d'Elvio Porta
- 1991 : Piedipiatti de Carlo Vanzina
- 1991 : Americano rosso d'Alessandro D'Alatri
- 1992 : In camera mia de Sergio Martino
- 1993 : Piccolo grande amore de Carlo Vanzina
- 1995 : Uomini sull'orlo di una crisi di nervi d'Alessandro Capone
- 1995 : Caramelle de Cinzia TH Torrini
- 1999 : Un uomo perbene de Maurizio Zaccaro
- 2006 : Göta kanal 2 - Kanalkampen de Seth Pelle
- 2006 : Fade to black d'Oliver Parker : Grisha
- 2006 : Göta kanal 2 - Kanalkampen de Pelle Seth : rôle secondaire
- 2010 : Cuccioli e il codice di Marco Polo de Sergio Manfio : Aldo
- 2022 : Toscana de Mehdi Avaz : Lucca
- 2022 : La Grande Guerra del Salento de Marco Pollini : Oreste

#### Télévision
- Un sacré détective
- 2011 : Carabinieri si nasce (téléfilm) de Sergio Martino : rôle principal

### Comme scénariste
- Stregati dalla luna 2001
- Avec le temps, Dalida 2006

### Comme réalisateur
- Stregati dalla luna 2001
- Avec le temps, Dalida 2006